# Bahnstrecke Sittard–Herzogenrath
| |                                                             |                                                                     |                                                                     |
| Streckennummer: | 2543                                                        |                                                                     |                                                                     |
| Kursbuchstrecke: | 245k (Kerkrade – Herzogenrath 1946)                         |                                                                     |                                                                     |
| Streckenlänge: | 28,7 km                                                     |                                                                     |                                                                     |
| Spurweite: | 1435 mm (Normalspur)                                        |                                                                     |                                                                     |
| Stromsystem: | Sittard–Haanrade: 1,5 kV =                                  |                                                                     |                                                                     |
| Stromsystem: | Haanrade–Herzogenrath: 15 kV 16,7 Hz ~                      |                                                                     |                                                                     |
| Streckengeschwindigkeit: | Sittard–Landgraaf: 100 km/h Landgraaf–Herzogenrath: 80 km/h |                                                                     |                                                                     |
| Zweigleisigkeit: | Sittard–Landgraaf                                           |                                                                     |                                                                     |
| |                                                             |                                                                     |                                                                     |
| \| \| \| von Venlo \| \| \| \| 0,0 \| Sittard \| Sittard \| \| \| \| nach Maastricht \| \| \| \| 1,5 \| Ophoven \| Ophoven \| \| \| 4,0 \| Geleen Oost \| Geleen Oost \| \| \| 7,1 \| Spaubeek \| Spaubeek \| \| \| 9,0 \| Schinnen \| Schinnen \| \| \| 12,7 \| Nuth \| Nuth \| \| \| \| Stichstrecke nach Brunssum \| \| \| \| 14,6 \| Hoensbroek \| Hoensbroek \| \| \| \| Bahnstrecke Heerlen–Schin op Geul \| \| \| \| 19,0 \| Heerlen \| Heerlen \| \| \| 19,9 \| Heerlen de Kissel \| Heerlen de Kissel \| \| \| \| nach Kerkrade \| \| \| \| 21,8 \| Landgraaf (vorher Schaesberg) \| Landgraaf (vorher Schaesberg) \| \| \| \| Bahnstrecke Schaesberg–Simpelveld \| \| \| \| \| N 300 \| \| \| \| 24,5 \| Eygelshoven Markt \| Eygelshoven Markt \| \| \| 26,0 \| Haanrade (vorher Personenbahnhof Kerkrade Rolduc) \| Haanrade (vorher Personenbahnhof Kerkrade Rolduc) \| \| \| \| \| \| \| \| \| Julia Mijn (1926–1974), Waffenlager der US-Streitkräfte (seit 2016) \| \| \| \| \| \| \| \| \| \| Systemwechsel 3 kV = / 15 kV ~ \| \| \| \| 27,3 \| Staatsgrenze Niederlande/Deutschland \| Staatsgrenze Niederlande/Deutschland \| \| \| 27,4 \| Rolduc Lokaal \| Rolduc Lokaal \| \| \| \| von Mönchengladbach \| \| \| \| \| von Stolberg \| \| \| \| 28,6 \| Herzogenrath \| Herzogenrath \| \| \| \| nach Aachen \| \| |                                                             |                                                                     |                                                                     |
| Strecke |                                                             | von Venlo                                                           | von Venlo                                                           |
| Bahnhof | 0,0                                                         | Sittard                                                             | Sittard                                                             |
| Abzweig geradeaus und nach rechts |                                                             | nach Maastricht                                                     | nach Maastricht                                                     |
| ehemaliger Haltepunkt / Haltestelle | 1,5                                                         | Ophoven                                                             | Ophoven                                                             |
| Bahnhof | 4,0                                                         | Geleen Oost                                                         | Geleen Oost                                                         |
| Bahnhof | 7,1                                                         | Spaubeek                                                            | Spaubeek                                                            |
| Bahnhof | 9,0                                                         | Schinnen                                                            | Schinnen                                                            |
| Bahnhof | 12,7                                                        | Nuth                                                                | Nuth                                                                |
| Abzweig geradeaus und ehemals nach links |                                                             | Stichstrecke nach Brunssum                                          | Stichstrecke nach Brunssum                                          |
| Bahnhof | 14,6                                                        | Hoensbroek                                                          | Hoensbroek                                                          |
| Abzweig geradeaus und von rechts |                                                             | Bahnstrecke Heerlen–Schin op Geul                                   | Bahnstrecke Heerlen–Schin op Geul                                   |
| Bahnhof | 19,0                                                        | Heerlen                                                             | Heerlen                                                             |
| ehemaliger Haltepunkt / Haltestelle | 19,9                                                        | Heerlen de Kissel                                                   | Heerlen de Kissel                                                   |
| Abzweig geradeaus und nach links |                                                             | nach Kerkrade                                                       | nach Kerkrade                                                       |
| Bahnhof | 21,8                                                        | Landgraaf (vorher Schaesberg)                                       | Landgraaf (vorher Schaesberg)                                       |
| Kreuzung geradeaus unten |                                                             | Bahnstrecke Schaesberg–Simpelveld                                   | Bahnstrecke Schaesberg–Simpelveld                                   |
| Strecke mit Straßenbrücke |                                                             | N 300                                                               | N 300                                                               |
| Haltepunkt / Haltestelle | 24,5                                                        | Eygelshoven Markt                                                   | Eygelshoven Markt                                                   |
| Dienststation / Betriebs- oder Güterbahnhof | 26,0                                                        | Haanrade (vorher Personenbahnhof Kerkrade Rolduc)                   | Haanrade (vorher Personenbahnhof Kerkrade Rolduc)                   |
| |                                                             |                                                                     |                                                                     |
| Abzweig geradeaus und von links |                                                             | Julia Mijn (1926–1974), Waffenlager der US-Streitkräfte (seit 2016) | Julia Mijn (1926–1974), Waffenlager der US-Streitkräfte (seit 2016) |
| |                                                             |                                                                     |                                                                     |
| |                                                             | Systemwechsel 3 kV = / 15 kV ~                                      |                                                                     |
| Grenze | 27,3                                                        | Staatsgrenze Niederlande/Deutschland                                | Staatsgrenze Niederlande/Deutschland                                |
| ehemaliger Haltepunkt / Haltestelle | 27,4                                                        | Rolduc Lokaal                                                       | Rolduc Lokaal                                                       |
| Abzweig geradeaus und von links |                                                             | von Mönchengladbach                                                 | von Mönchengladbach                                                 |
| Abzweig geradeaus und von links |                                                             | von Stolberg                                                        | von Stolberg                                                        |
| Bahnhof | 28,6                                                        | Herzogenrath                                                        | Herzogenrath                                                        |
| Strecke |                                                             | nach Aachen                                                         | nach Aachen                                                         |

Die Bahnstrecke Sittard–Herzogenrath ist eine elektrifizierte internationale Eisenbahnstrecke zwischen der niederländischen Stadt Sittard und der deutschen Stadt Herzogenrath. Sie wurde 1896 in Betrieb genommen. Zwischen Sittard und Landgraaf verläuft sie als zweigleisige, elektrifizierte Hauptbahn und im restlichen Abschnitt bis Herzogenrath als eingleisige, elektrifizierte Nebenbahn.

## Geschichte
Henri Sarolea erstellte 1886 Pläne zum Bau einer Bahnstrecke von Sittard über Heerlen nach Herzogenrath. Allerdings zögerte die niederländische Regierung noch mit dem Bau einer Bahn im aus nationaler Sicht hintersten Winkel des Landes. Aber nach langem Tauziehen gelang es Sarolea sich schließlich durchzusetzen. Am 1. Januar 1896 eröffnete die Bahnlinie feierlich und wurde dem Verkehr übergeben.
Die Strecke wurde 1899 verstaatlicht. Um 1911 wurde vom Bahnhof Nuth ausgehend eine Stichstrecke zur Staatsmijn Emma in Hoensbroek sowie um 1915 weiter zur Staatsmijn Hendrik in Brunssum zur Erschließung der Steinkohlengruben angelegt. Etwa Mitte der 1970er Jahre wurde diese Strecke stillgelegt. Im Zweiten Weltkrieg wurde der grenzüberschreitende Personenverkehr zwischen Schaesberg dem heutigen Landgraaf und Herzogenrath eingestellt. Der Abschnitt zwischen Sittard und Heerlen wurde 1949 und der Abschnitt zwischen Heerlen und Landgraaf zusammen mit dem Teilstück bis Kerkrade der Millionenlinie 1986 elektrifiziert.
Ab dem 31. Mai 1992 wurde wieder Personenverkehr durch zunächst zweistündlich verkehrende StadtExpress-Züge zwischen Aachen Hauptbahnhof und Heerlen über diese Strecke durchgeführt, gleichzeitig wurden die bisherigen zweistündlichen internationalen Züge auf der Bahnstrecke Aachen–Maastricht aufgegeben.
Als erste eigentliche Ausbaustufe des Regionalbahnsystems Euregiobahn wurde im Juni 2001 die Relation Heerlen über Herzogenrath eingeführt. Die Euregiobahn verkehrte zuletzt stündlich von Heerlen via Stolberg (Rheinland) Hauptbahnhof (Flügelung) nach Stolberg Altstadt und Langerwehe bzw. Düren.
Im Dezember 2007 wurden die Haltepunkte Heerlen de Kissel und Eygelshoven Markt eröffnet.
Bis 2018 wurde der Abschnitt Landgraaf–Herzogenrath elektrifiziert. Der Übergang zwischen den Bahnstromsystemen 15 kV Wechselstrom in Deutschland und 1,5 kV Gleichstrom erfolgt im niederländischen Haanrade.
Seit dem Fahrplanwechsel Ende 2018 wird der Haltepunkt Heerlen de Kissel nicht mehr bedient und im Rahmen des zweigleisigen Ausbaus der Strecke zwischen Heerlen und Landgraaf 2022 ersatzlos entfernt.

## Betrieb
Zum Fahrplanwechsel im Dezember 2015 wurde die Strecke Heerlen–Herzogenrath aus dem Netz der Euregiobahn herausgelöst und als Regional-Express (in den Niederlanden als Sneltrein bezeichnet) mit der Liniennummer RE 18 und dem Namen LIMAX zunächst nur im Pendelverkehr mit Dieseltriebzügen zwischen Heerlen und Herzogenrath betrieben. Nach der Elektrifizierung des Abschnittes zwischen Herzogenrath und Landgraaf im Dezember 2018 sollte der LIMAX-Betrieb von Arriva nach Aachen Hauptbahnhof ausgedehnt werden. Dies verzögerte sich jedoch, da die vorgesehenen Elektrotriebwagen nicht rechtzeitig in Deutschland zugelassen wurden. Zwischen Aachen und Heerlen fuhr daher nur ein Schienenersatzverkehr. Am 27. Januar 2019 begann der Regelbetrieb des LIMAX. Inzwischen sind auch der Halbstundentakt bis Maastricht sowie die stündliche Verlängerung weiter nach Lüttich umgesetzt worden, welche seit Juni 2024 umstiegsfrei betrieben wird.

## Ausbauplanungen
Der Abschnitt zwischen Heerlen und Landgraaf wurde zweigleisig ausgebaut, um zum Jahresfahrplan 2023 den Takt auf 30 Minuten zu verdichten. Am 6. April 2020 gab der Provinzialrat von Limburg grünes Licht für zusätzliche Mittel, um den zweigleisigen Ausbau der Strecke zu ermöglichen. In diesem Zusammenhang wurde diskutiert, den Intercity 3900 aus Amsterdam bzw. Eindhoven über Heerlen hinaus nach Aachen zu verlängern. Der Intercity wird jedoch von der niederländischen Eisenbahngesellschaft NS betrieben und die Konzession der NS endete bereits am 31. Dezember 2014. Die Konzession wird nicht von der Provinz ausgeschrieben und diese Verlängerung wurde bisher nicht realisiert. Im April 2023 gab es die Meldung Ende 2024 einen IC von Eindhoven nach Aachen fahren zu lassen. Inzwischen ist der frühstmögliche Starttermin auf 2030 verschoben worden (Stand: 2025). Ein Problem stellt jedoch unter anderem das Nadelöhr zwischen Aachen Hauptbahnhof und Bahnhof Aachen West dar. Dieser Abschnitt wurde am 11. November 2019 zum überlasteten Schienenweg erklärt. Bereits am 9. Mai 2022 wurde die Fertigstellung des zweigleisigen Ausbau des Abschnitt zwischen Heerlen und Landgraaf gemeldet. Der Ausbau wurde von der Provinz Limburg, dem Ministerie van Infrastructuur en Waterstaat, der Europäischen Union (CEF-Förderung) sowie Stadsregio Parkstad gemeinsam finanziert und von der ProRail ausgeführt.

## Streckenverbindungen
| Zugtyp                         | Linienverlauf | Frequenz                                                                                       |
| ------------------------------ | --- | ---------------------------------------------------------------------------------------------- |
| NS Intercity IC 3900           | Enkhuizen – Hoorn – Amsterdam Centraal – Utrecht Centraal – ’s-Hertogenbosch – Eindhoven Centraal – Heerlen                                                                                | halbstündlich, frühmorgens und abends stündlich zwischen Sittard und Heerlen                   |
| Arriva Sneltrein RE 18 (LIMAX) | Liège-Guillemins – Bressoux –Visé – Eijsden – Maastricht Randwyck – Maastricht – Meerssen – Valkenburg – Heerlen – Landgraaf – Eygelshoven-Markt – Herzogenrath – Aachen West – Aachen Hbf | halbstündlich zwischen Maastricht und Aachen stündlich zwischen Maastricht und Lüttich (Liège) |
| Arriva Stoptrein RS 15         | Kerkrade Centrum – Chevremont – Eygelshoven – Landgraaf – Heerlen – Hoensbroek – Nuth – Schinnen – Spaubeek – Geleen Oost – Sittard                                                        | halbstündlich                                                                                  |
| Arriva Stoptrein RS 18         | Maastricht Randwyck – Maastricht – Maastricht Noord – Meerssen – Houthem-Sint Gerlach – Valkenburg – Schin op Geul – Klimmen-Ransdaal – Voerendaal – Heerlen-Woonboulevard – Heerlen       | halbstündlich                                                                                  |

## Bahnhöfe an der Strecke

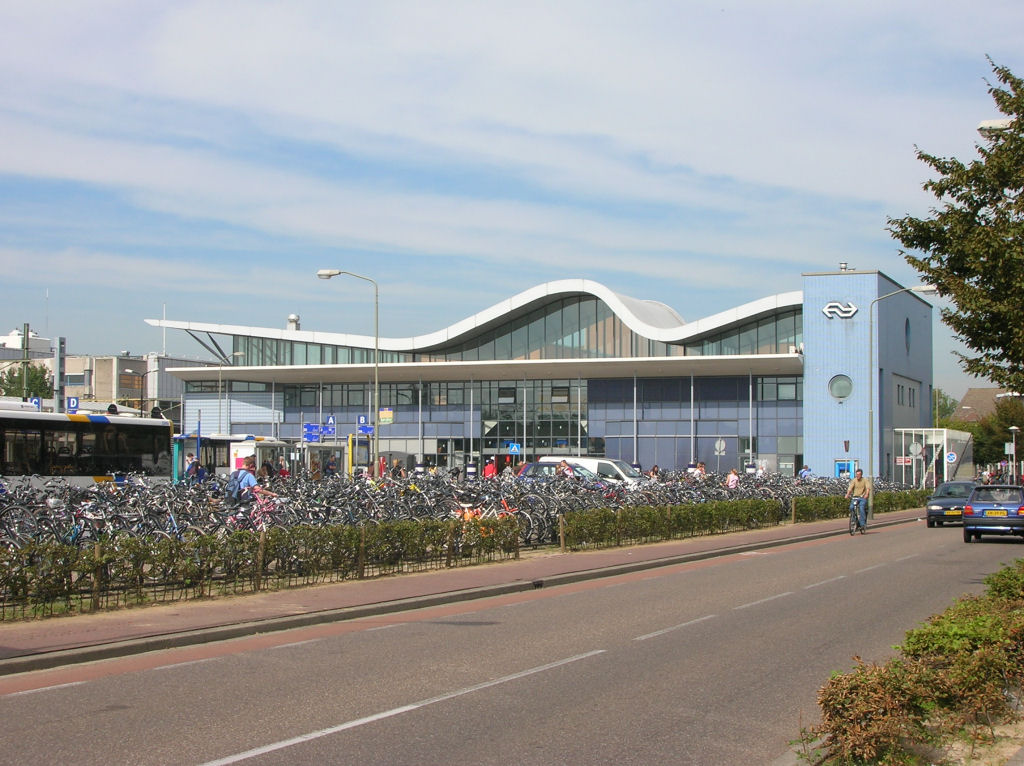
Bahnhof Sittard (2006)
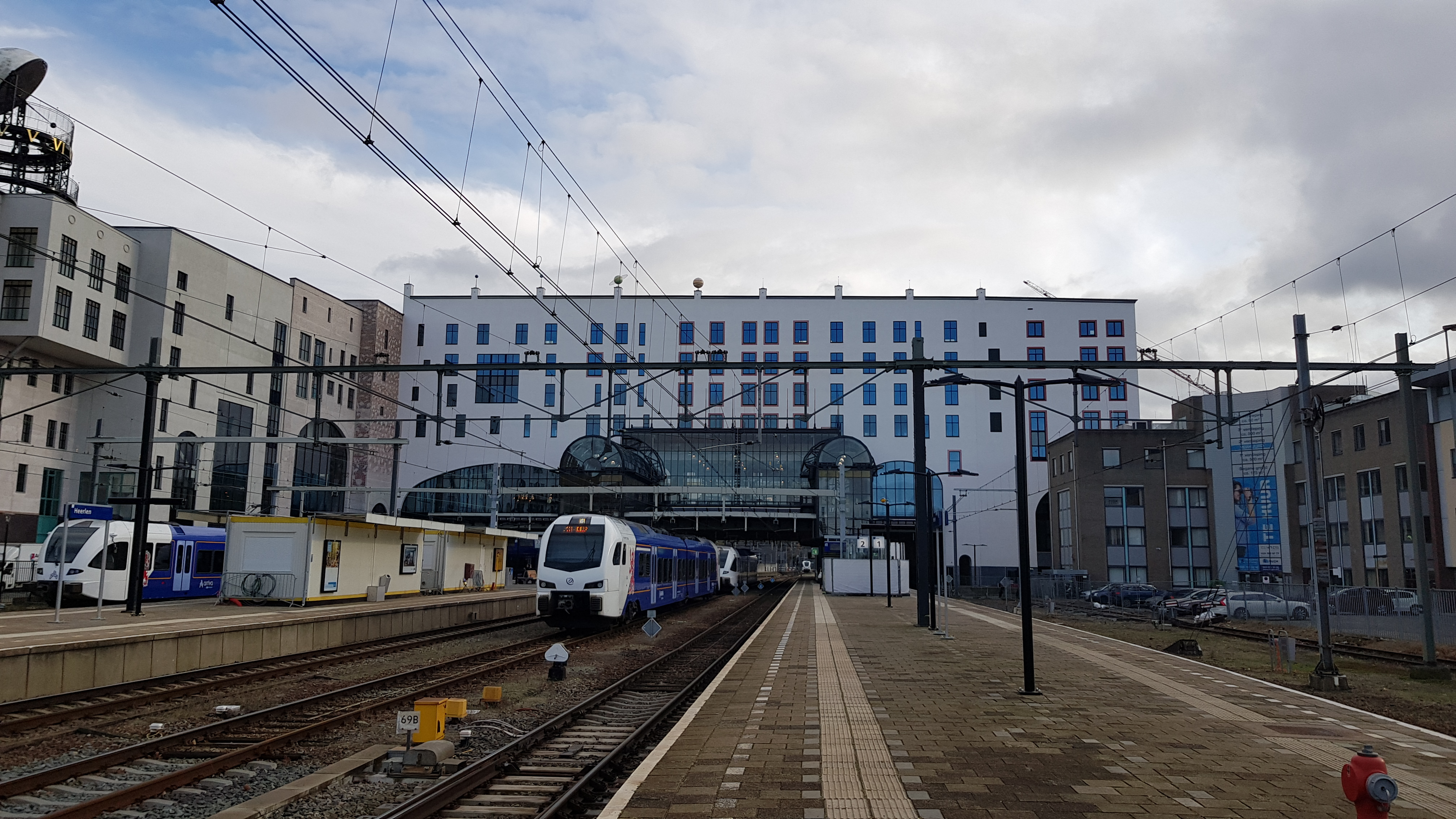
Bahnhof Heerlen (2019)
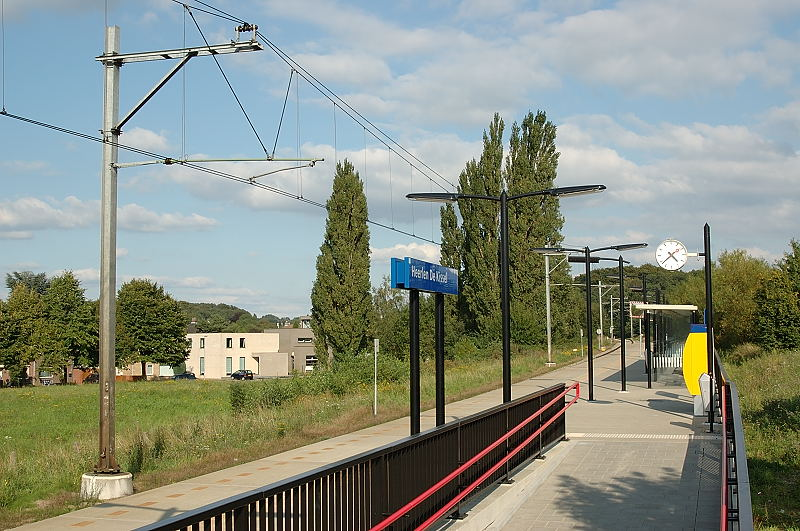
Ehemaliger Haltepunkt Heerlen De Kissel (2008)
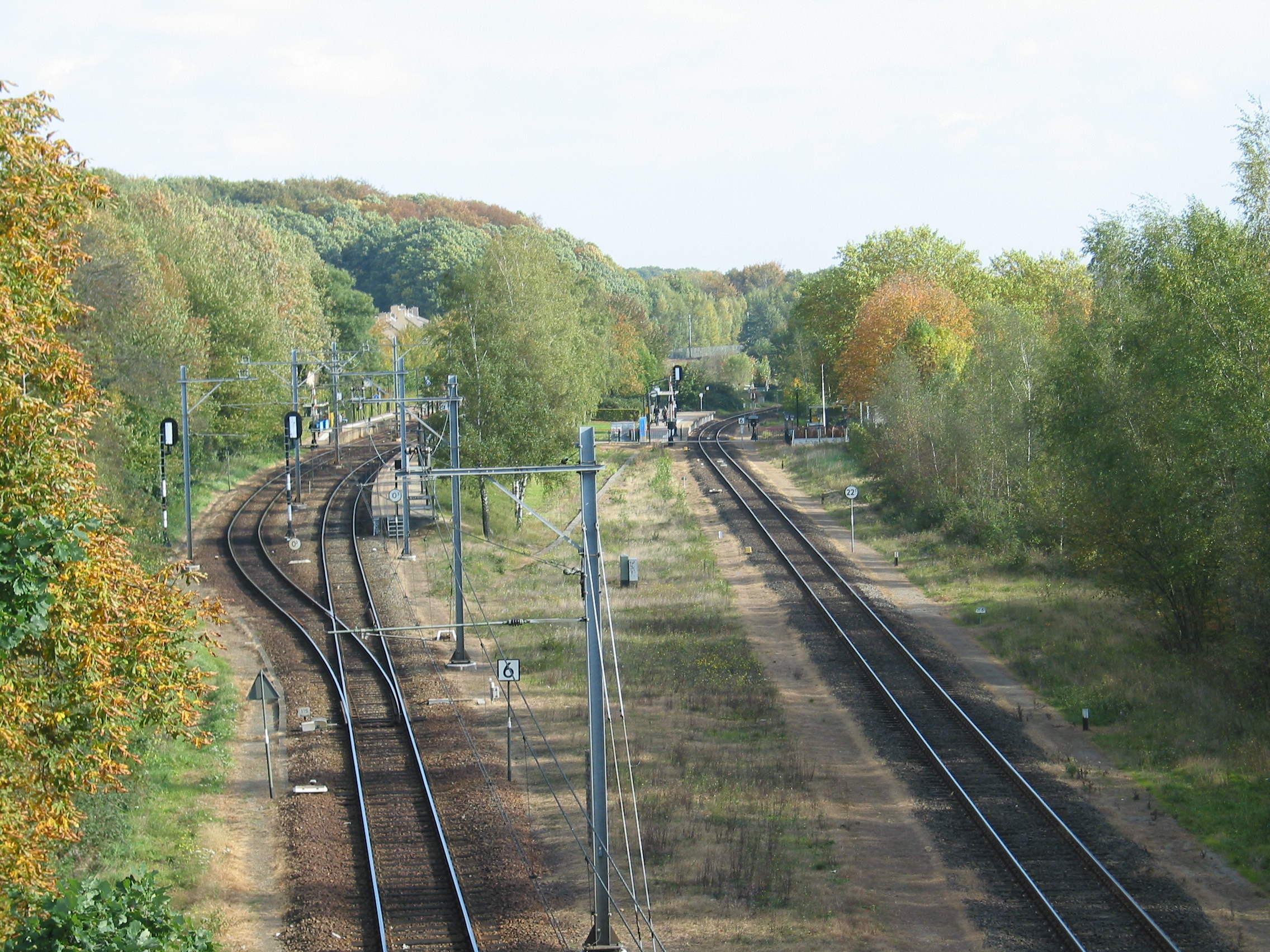
Bahnhof Landgraaf, linkes Gleis nach Kerkrade - rechtes Gleis nach Herzogenrath (2006)
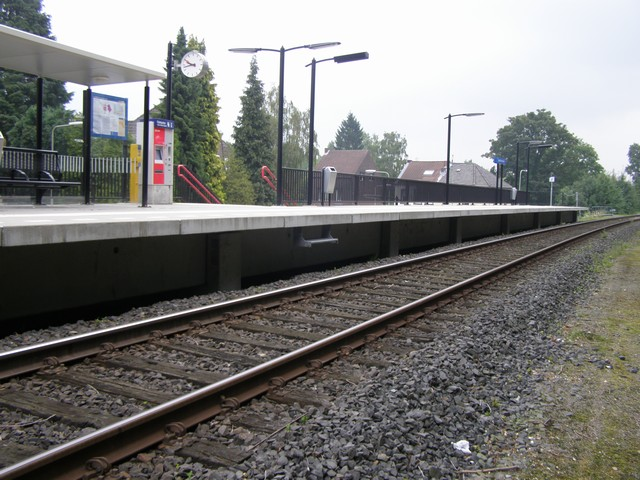
Haltepunkt Eygelshoven Markt (2011)
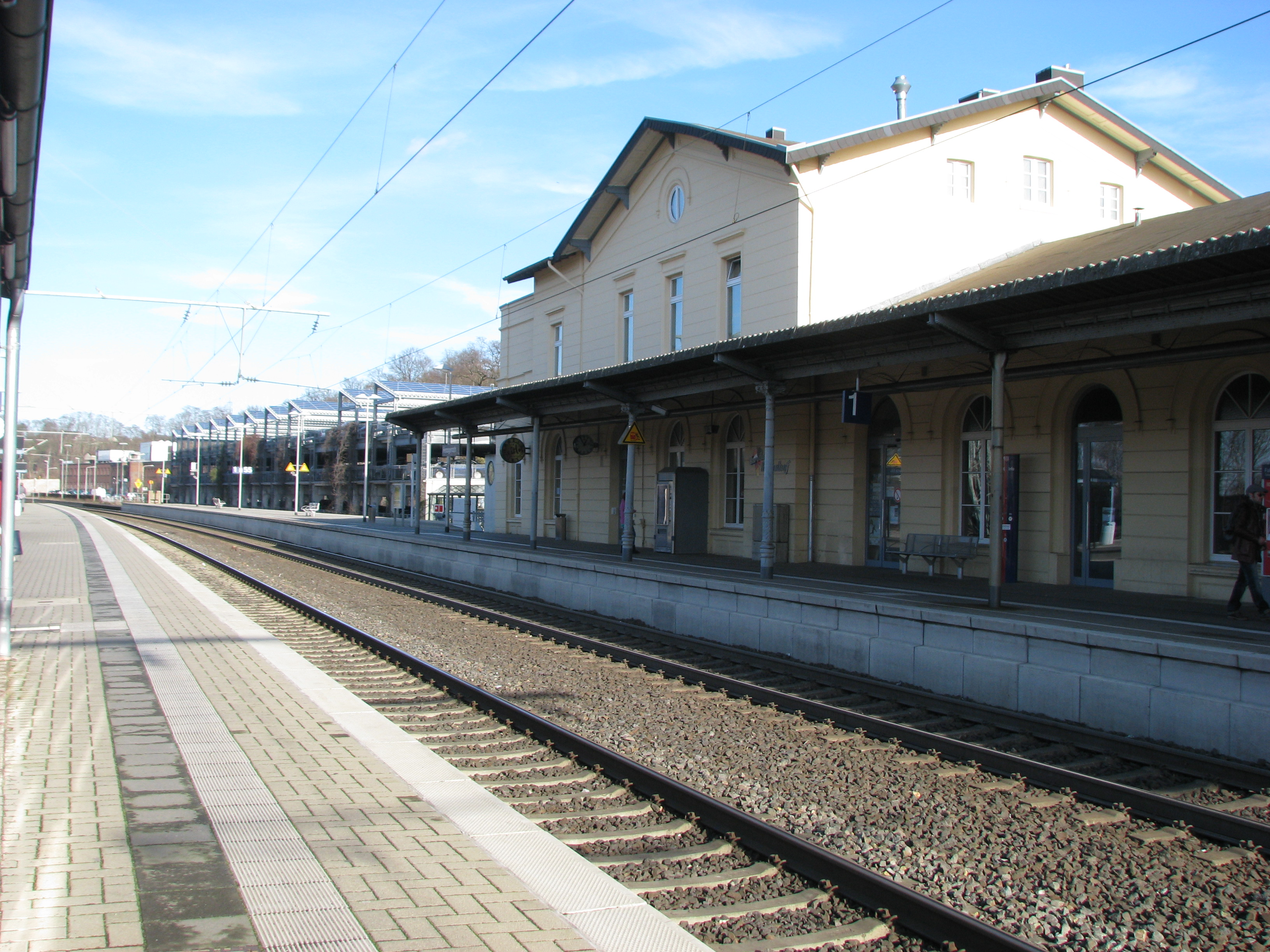
Bahnhof Herzogenrath (2012)